# Місце єпископа Софії
Місце єпископа Софії — комплекс споруд, що складається з місця єпископа у східному крилі і офісів, орієнтованих на площу Святої Неділі, у Софії, Болгарія.

## Архітектура
Має рівний мінімалістичний фасад з організованим порядком різних вікон. Велика кількість пустої площі стін слугує тлом для виразного кутка, що містить тонку колону на 4 поверхи і утворює арку. Будинок облицьований місцевим вапняком. З боку Саборної вулиці невеликий портал веде до церкви святої Петки Параскевої, що розміщена в підвалі будинку. Церква заснована у 1257 році правителем провінції Средець — Севастократором Калояном. Церква була зруйнована у 1386 і відновлена у 16 ст. Згодом вбудована у споруду.
Східна частина комплексу триповерхова. Будинок визначають по стилю як поетичний раціоналізм з національним романтизмом.